# Чорноотрозька сільська рада
Чорноотро́зька сільська рада (рос. Чёрноотрожский сельский совет) — сільське поселення у складі Сарактаського району Оренбурзької області Росії.
Адміністративний центр — село Чорний Отрог.

## Населення
Населення — 3458 осіб (2019; 3688 в 2010, 3806 у 2002).

## Склад
До складу сільської ради входять:
| Населений пункт      | Населення, осіб (2002) | Населення, осіб (2010) |
| -------------------- | ---------------------- | ---------------------- |
| Аблязово, село       | 167                    | 137                    |
| Ізяк-Нікітино, село  | 286                    | 264                    |
| Нікітино, село       | 705                    | 660                    |
| Совєтський, селище   | 256                    | 193                    |
| Студенці, село       | 346                    | 360                    |
| Чорний Отрог, село   | 1649                   | 1671                   |
| Чорний Отрог, селище | 397                    | 403                    |